# Kantonsschule Glarus
Die Kantonsschule Glarus ist ein 1956 gegründetes schweizerisches Gymnasium im Kanton Glarus. Neben dem Gymnasium werden auch eine Fachmittelschule und eine Sportschule angeboten.

## Gebäude
1956 bezog die Schule das Gebäude der alten Stadtschule, wo heute die Landesbibliothek ansässig ist.
Das neue Schulgebäude wurde von 1973 bis 1977 erbaut. Es wurde am 20. Mai 1977 eingeweiht und mit einer offiziellen Veranstaltung eröffnet. Die Fläche des Schulgrundstückes umfasst 12.500 m². Das Schulgebäude enthält 79 Unterrichtsräume, drei Turnhallen, eine Aula, zwei Hörsäle und eine Mensa.

## Gymnasium
Das Gymnasium geht über die in der Schweiz verpflichtende Schulzeit von 9 Jahren hinaus. Wird die Kantonsschule direkt nach dem Abschluss der Primarschule besucht und wird mit der Matura abgeschlossen, so hat man das Langzeitgymnasium absolviert.

### Gliederung
- Das zweijähriges Untergymnasium (7. und 8. Schuljahr) wird im Anschluss an die 6. Klasse der Primarschule absolviert.
- Das vierjähriges Gymnasium (9. bis 12. Schuljahr) wird im Anschluss an die 2. Klasse oder 3. Klasse der Sekundarschule oder an das Untergymnasium absolviert. Ziel ist das Erlangen der Matura als Berechtigung zum Studium an Universitäten sowie Fachhochschulen.

## Fachmittelschule
Die Fachmittelschule ist eine Vollzeitschule der Sekundarstufe II. Die Ausbildung dauert drei Jahre und führt zu einem gesamtschweizerisch anerkannten Fachmittelschulausweis. In einem zusätzlichen vierten Jahr kann die Fachmaturität erlangt werden.

### Berufsfelder
Der Unterricht ist auf den später zu erlernenden Beruf bezogen und richtet sich daher in den vermittelten Kenntnisse und Haltungen auf ein bestimmtes Berufsfeld aus. Die Fachmittelschule Glarus bildet die Berufsfelder Gesundheit, Pädagogik und Kommunikation und Information aus.
- Gesundheit: Das Ziel dieses Berufsfeldes ist es, die Lernenden auf eine Ausbildung im medizinischen Bereich vorzubereiten.
- Pädagogik: Mit dem Berufsfeld Pädagogik bereitet man sich auf die Ausbildung zur Hortnerin, Lehrperson für Kindergarten und Primarschule, Sportlehrperson, Sozialarbeiterin sowie Sozialpädagogin vor.
- Kommunikation und Information: Das Ziel dieser Ausbildung ist es, die Lernenden auf Berufe wie Journalistin, Dokumentalistin, Dolmetscherin, Unternehmenskommunikatorin, Touristikfachfrau und Facility Managerin vorzubereiten.

## Besonderheiten
- Die Schülerschaft ist Mitglied der Schülerorganisation.
- Die Kantonsschule Glarus unterhält seit 2001 eine eigene Wetterstation,  die sämtliche wichtigen Wetterdaten von Glarus aufzeichnet.[3] Die aktuellen Informationen sind im Internet abrufbar und werden dort ein Jahr gespeichert. Die Einrichtung der Station wurde von dem örtlichen Unternehmen Kalkfabrik Netstal finanziell unterstützt.
- Die hauseigene Sternwarte wird von der Astronomischen Gruppe Glarus betreut und kann nach Anfrage auch von nichtschulischen Organisationen und Personen genutzt werden.[4]

## Bekannte Ehemalige
- Perikles Monioudis (* 1966), Schriftsteller
- Tim Krohn (* 1965), Schriftsteller
- Pankraz Freitag (1952–2013), Schweizer Politiker